# Донбассэнерго
ПАО «Донбассэнерго» — энергетическая компания Украины, которая занимается производством электрической и тепловой энергии, поставкой тепловой энергии, ремонтом и наладкой тепломеханического и электрического оборудования, изготовлением запасных частей, проектировочными работами. Входит в сферу управления НАК «Энергетическая компания Украины». Ежегодно компания производит 3,5 млрд кВт/ч электроэнергии.

## Структура
Компания имеет в своём составе 2 тепловые электростанции — Старобешевскую ТЭС (находится на не подконтрольной Украине территории) и Славянскую ТЭС, «Донбассэнергоспецремонт», «Донбасенергоналадка», «Теплоэлектропроект», предприятие рабочего снабжения «Энерготорг», автомобильного транспорта «Донбассэнерго», «Энергосоцинвест».

## Экология
На Старобешевской ТЭС, которая входит в состав компании, введен в эксплуатацию экологически чистый энергоблок № 215 МВт, установлен электрофильтр 7А энергоблока № 7 Славянской ТЭС.